# Park Theatre
Il Park Theatre (1879) è stato un teatro di prosa di Boston, Massachusetts, tra la fine del XIX e l'inizio del XX secolo. In seguito è diventato il cinema The State. Situato in Washington Street, vicino a Boylston Street, l'edificio è stato attivo fino al 1990.

## Storia
Nel 1879 Henry Eugene Abbey, proprietario dell'Abbey's Park Theatre di New York, aprì il Park Theatre di Boston. Abbey era la metà della società di gestione teatrale Abbey e Schoeffel, insieme al suo finanziatore John B. Schoeffel. Schoeffel era l'assistente del direttore.
Il teatro occupava l'edificio dell'ex Beethoven Hall, "ricostruito e praticamente rifatto"; il suo auditorium da 1.184 posti era "largo 60 piedi, 63 dall'ingresso alle porte, e alto 50 piedi". L'architetto del teatro ricostruito era Abel C. Martin. Si trovava in Washington Street all'angolo con Boylston Street, nell'attuale quartiere di Chinatown/Teatro.
Nel 1890 presentava “commedie farsesche”. Tra i gestori e proprietari c'erano Henry E. Abbey, Jack A. Crabtree, Lotta Crabtree, Charles Frohman, Rich & Harris, Lawrence McCarty, John B. Schoeffel (Abbey, Schoeffel and Grau), John Stetson Jr. e Eugene Tompkins.
Louis Baer diresse l'orchestra di 11 elementi nel 1890.
Nel XX secolo l'edificio divenne il “Minsky's Park Burlesque”, l'“Hub”, il “Trans-Lux” e poi il cinema “The State”. L'edificio è sopravvissuto fino alla sua demolizione nel 1990.

## Galleria d'immagini

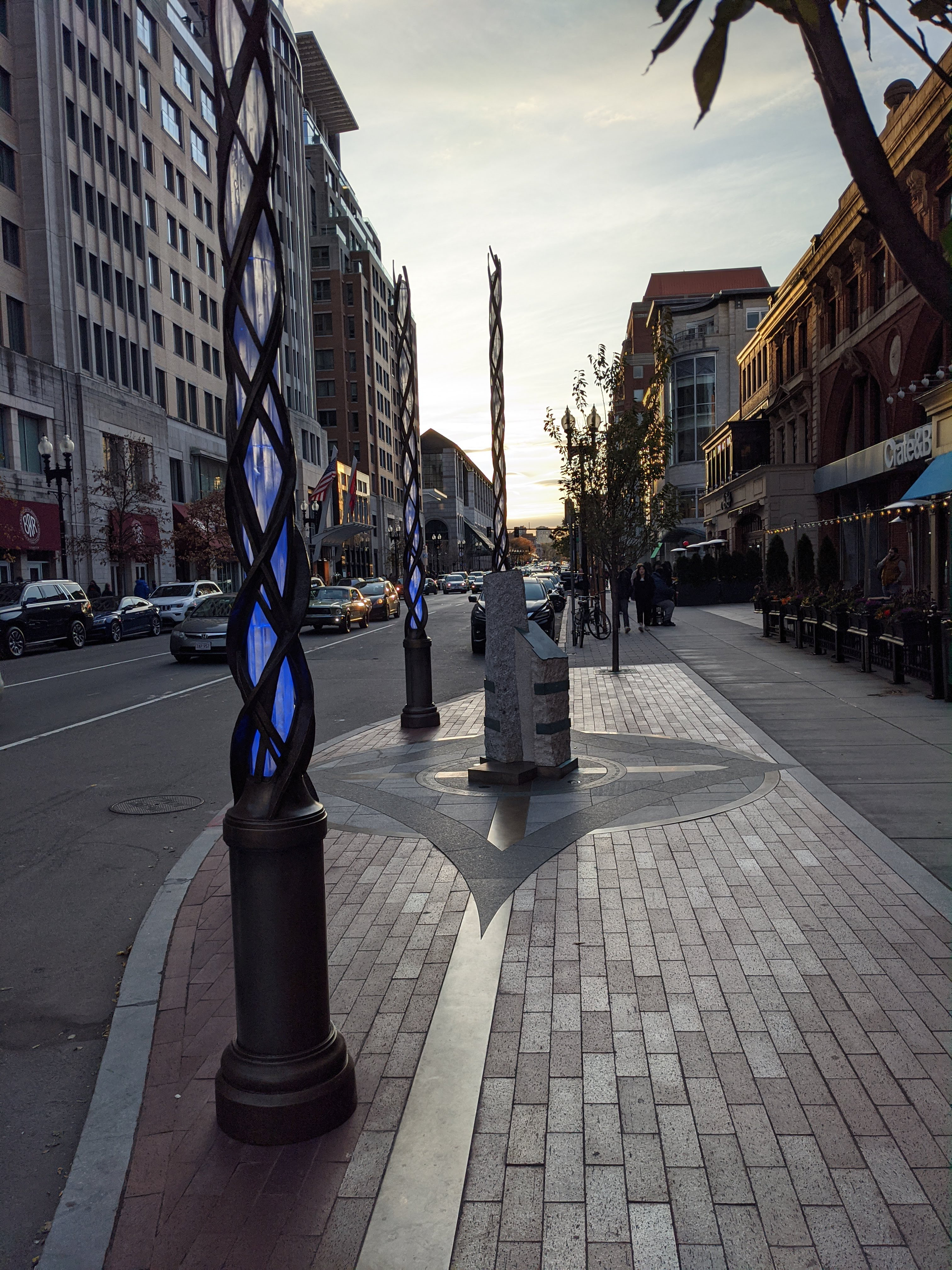
Memoriale dell'attentato alla maratona di Boston in Boylston Street
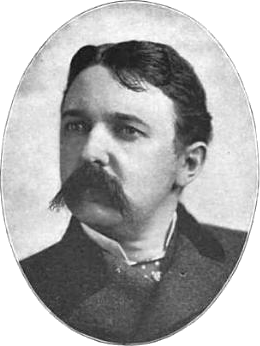
Il direttore del teatro Henry E. Abbey, XIX secolo
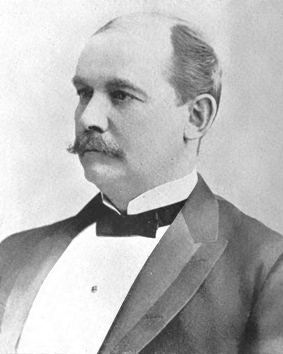
Ritratto di John B. Schoeffel (1846-1918), proprietario del teatro, Boston
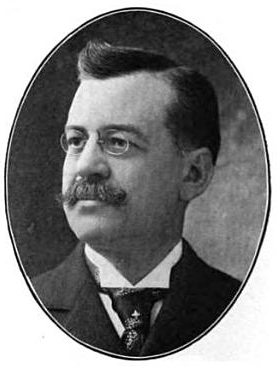
Eugene Tompkins (1850-1909), proprietario del Boston Theatre, Boston
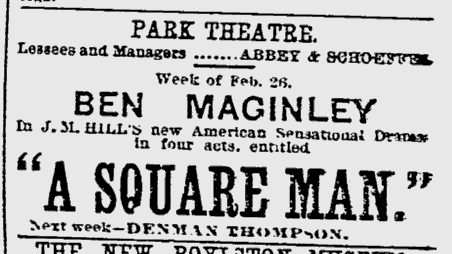
Annuncio pubblicitario, 1883
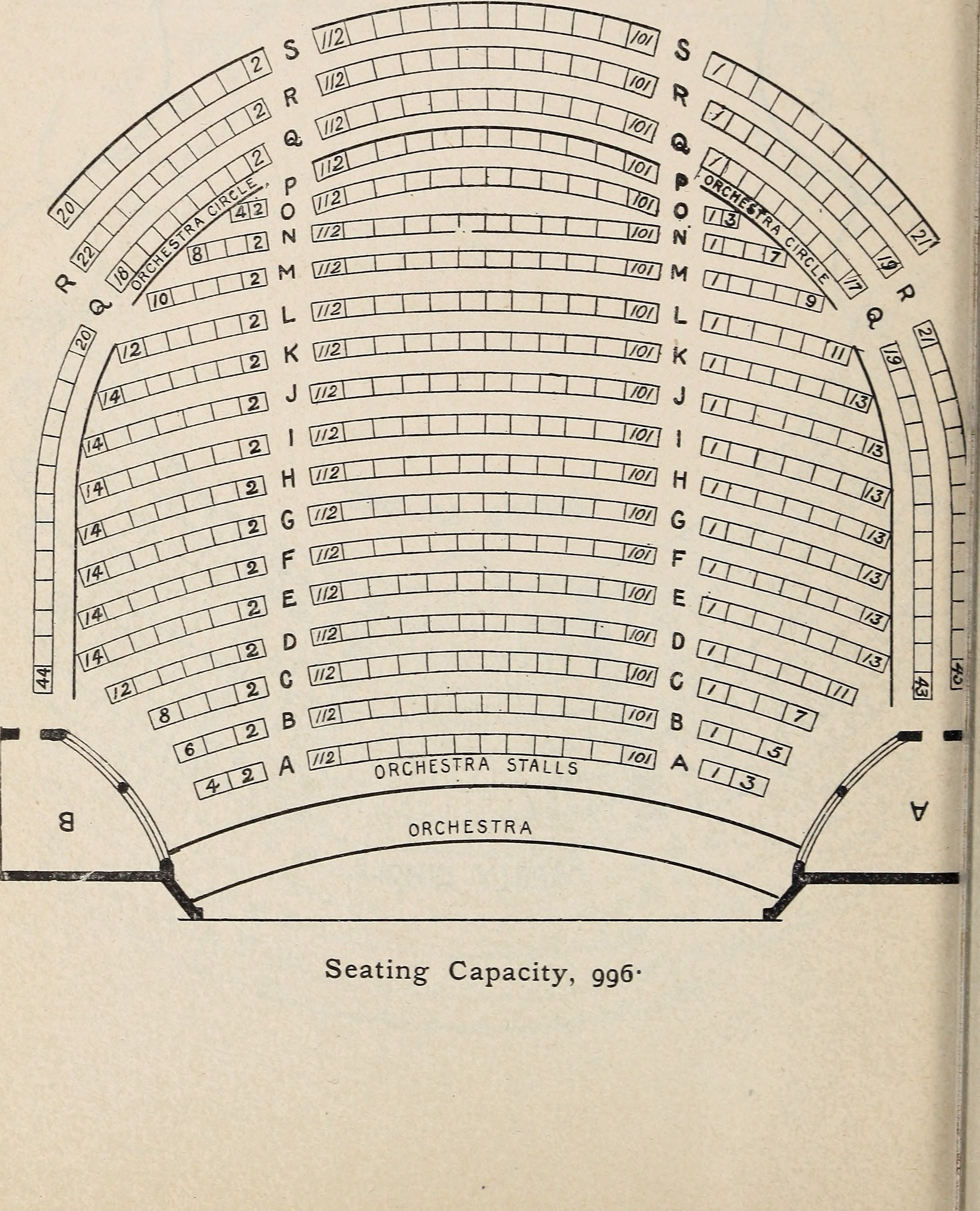
Il libro blu di Boston - contenente Boston, Brookline, Cambridge, Chestnut Hill e Milton
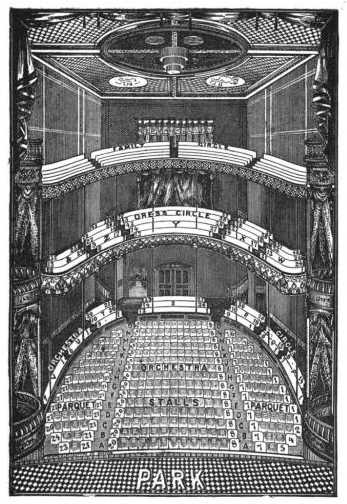
Interni, 1883
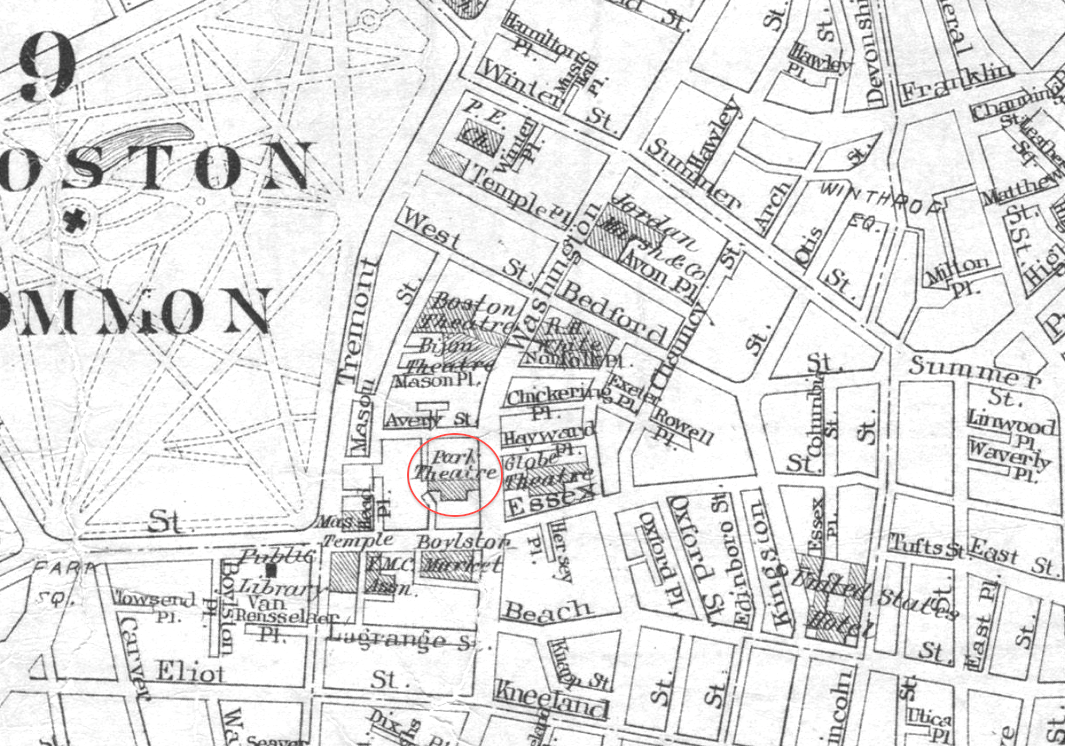
Particolare della mappa di Boston, che mostra il Park Theatre, 1886
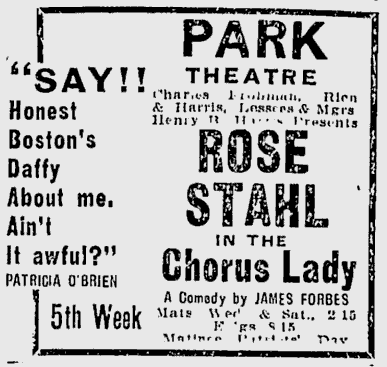
Annuncio pubblicitario, 1908
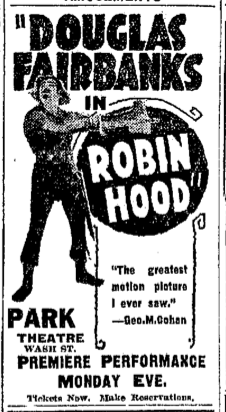
Pubblicità per il film Robin Hood al Park Theatre, Boston, 1922
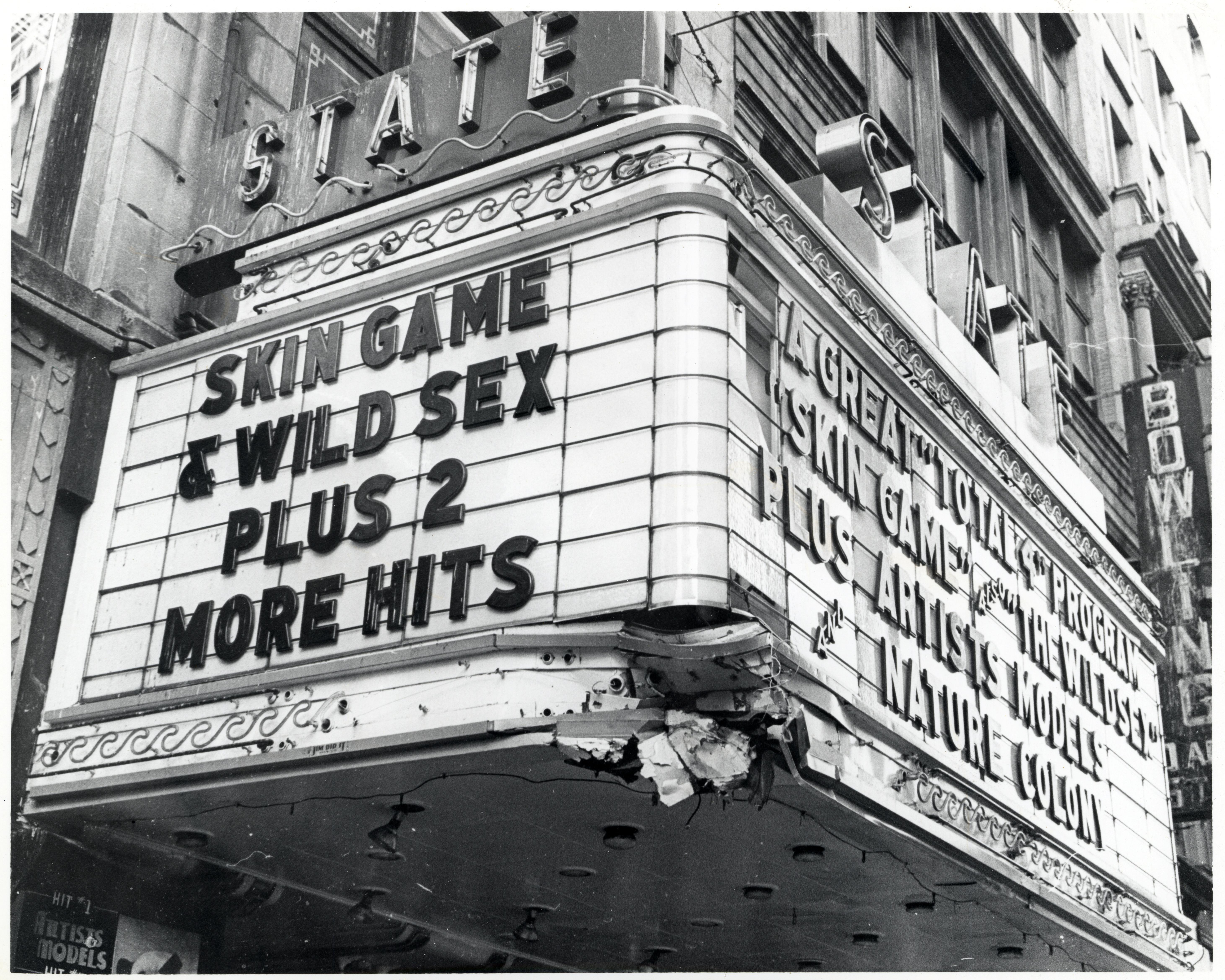
Tendone del Teatro di Stato in Washington Street
- Park Theatre Il programma Country Boy

## Spettacoli

### 1870–1880
- Fedora, con Fanny Davenport e Robert Mantell[23]
- Prince Karl di Gunter[23]
- Andrea[23]
- Gretchen[24]
- Fun in a Photograph Gallery[14][25]

### 1890
- Sag Harbor di James A. Herne[26]
- Il mercante di Venezia, con Sidney Woollett[27]
- 1492 Up to Date[28]
- Venus di C.A. Byrne e Louis Harrison[29]
- Trilby[30]
- Lost, Strayed or Stolen[13]
- Clemenceau Case di Dumas.[31]

### 1900
- Choir Invisible[26]
- The Hypocrites di Henry Arthur Jones[32]
- Cap of Fortune and the Show Girl di R.A. Barnet[33]
- Fay Davis Whitewashing Julia[34]

### 1910
- The Dancing Girl[35]
- The Girl of the Golden West[35]
- Maternity, starring Alice Brady[36]
- The Soul of a Magdalen, starring Olga Petrova[36]

### 1920
- On with the Dance[37]
- Robin Hood[38]